# Ágnes Babos
Ágnes Fleckné Babos, född 12 maj 1944 i Kecskemét Ungern, död 13 maj 2020, var en ungersk handbollsspelare. 1965 blev hon världsmästare i Västtyskland.

## Karriär

### I klubblag
Från 1960 spelade hon handboll för Women's Garment Factory SE, från 1962 till 1966 för Testenevlési Fősikola SE (TFSE , engelska Sports Association of the College of Physical Education). Med TFSE vann hon cupen 1965.  Från 1966 spelade hon  för Vasas SC. Med Vasas SC vann hon ungerska mästerskapet fyra gånger 1972, 1973, 1974 och 1975 och ungersk cupen Magyar Kupa också fyra gånger 1969, 1971, 1974 och 1976. 1976 började hon spela för Budapest Spartacus SC och stannade i klubben till hon avslutade sin spelarkarriär.

### I landslaget
Från 1960 till 1974 spelade hon 108 matcher för det ungerska landslaget. Som medlem i det ungerska laget vann hon  Världsmästerskapet i handboll för damer 1965 i BRD och en VM-bronsmedalj i Nederländerna vid Världsmästerskapet i handboll för damer 1971. Hon slutade spela för landslaget 1974 och avslutade sedan sin aktiva idrottskarriär 1978.

## Efter spelarkarriären
1966 tog hon examen som lärare vid College of Physical Education och 1974 som handbollstränare. Efter sin handbollskarriär var hon gymnasielärare i idrottsundervisning i Budapest och tränare för ungdomslaget i BHG SE och senare i Spartacus Budapest. Från 1985 blev hon assisterande tränare för seniorlaget i BHG SE, och från 1989 till 1996 blev hon assisterande tränare för det ungerska damlandslaget i handboll tillsammans med László Laurencz. Under deras ledning slutade det ungerska landslaget på bronsplats vid OS i Atlanta 1996.

## Individuella utmärkelser
- Årets handbollsspelare i Ungern  1970 och 1972